# エルフ大人の缶詰
『エルフ大人の缶詰』（えるふおとなのかんづめ）は、エルフが2000年12月に数量限定で発売した、アダルトゲーム詰め合わせパックである。
価格は8,800円（税別）で、CDより一回り大きい直径130mm高さ105mmの缶に、PC-9801版ゲームをWindows対応に移植したゲームCDや、様々なグッズを詰め合わせ発売された。

## 内容物
- エルフclassics（復刻版ゲームCD）1枚
  - シャングリラ （1991年発売）
  - シャングリラ2 （1993年発売）
  - この世の果てで恋を唄う少女YU-NO （1996年発売）

復刻されたゲームはWindows95,98,Me,2000及びDirectX7に対応。1枚のCD-ROMからインストールすることで、全てのゲームがインストールされる。ゲームの起動・終了時にはelf classicsとタイトルバックが入る。移植なので基本的にはPC-9801版等と内容・音楽面でほとんど変わりはないが、2000年当時の倫理法制・業界自主倫理基準に添った形で添削が行われており、ごく一部のCGの特定部位の変更や、特定のセリフに伏字があてられている。のちにelfファンクラブ会員にのみ単品で限定配布されたこともあり、その際はCDアルバムサイズのパッケージで販売された。
- エルフbest collection（音楽CD）1枚
- 役に立つ大人のマル秘セット 1組
  - ピンクローター 1個
  - 単三乾電池 2個
  - ローション 1個
- ワーズ・ワース テレホンカード 1枚
- 臭作 キャラクター携帯ストラップ 1個

5種類のなかからランダムに1種が封入されていた。
- エルフ2001年カレンダー 1組
  - 1,2月 ドラゴンナイト
  - 3,4月 シャングリラ
  - 5,6月 同級生
  - 7,8月 遺作
  - 9,10月 下級生
  - 11,12月 この世の果てで恋を唄う少女YU-NO

CDサイズの2ヶ月カレンダーが6枚。中央部にCDと同じサイズの穴をあけCDケースにはめ込み、立てて使うもの。
- その他

これらの他、ジョークグッズ購入申込書付き広告2枚とアンケート用紙が封入されていた。